# Горішнє Драглиште
Горішнє Дра́глиште (болг. Горно Драглище) — село в Благоєвградській області Болгарії. Входить до складу громади Разлог.

## Населення
За даними перепису населення 2011 року у селі проживали 944 особи, з них 920 осіб (99,8%) — болгари.
Розподіл населення за віком у 2011 році:
Динаміка населення: